# Petovia patrisaloysii
Petovia patrisaloysii är en fjärilsart som beskrevs av Karl Grünberg 1907. Petovia patrisaloysii ingår i släktet Petovia och familjen mätare. Inga underarter finns listade i Catalogue of Life.